# نظرية التبادل بين القائد والعضو

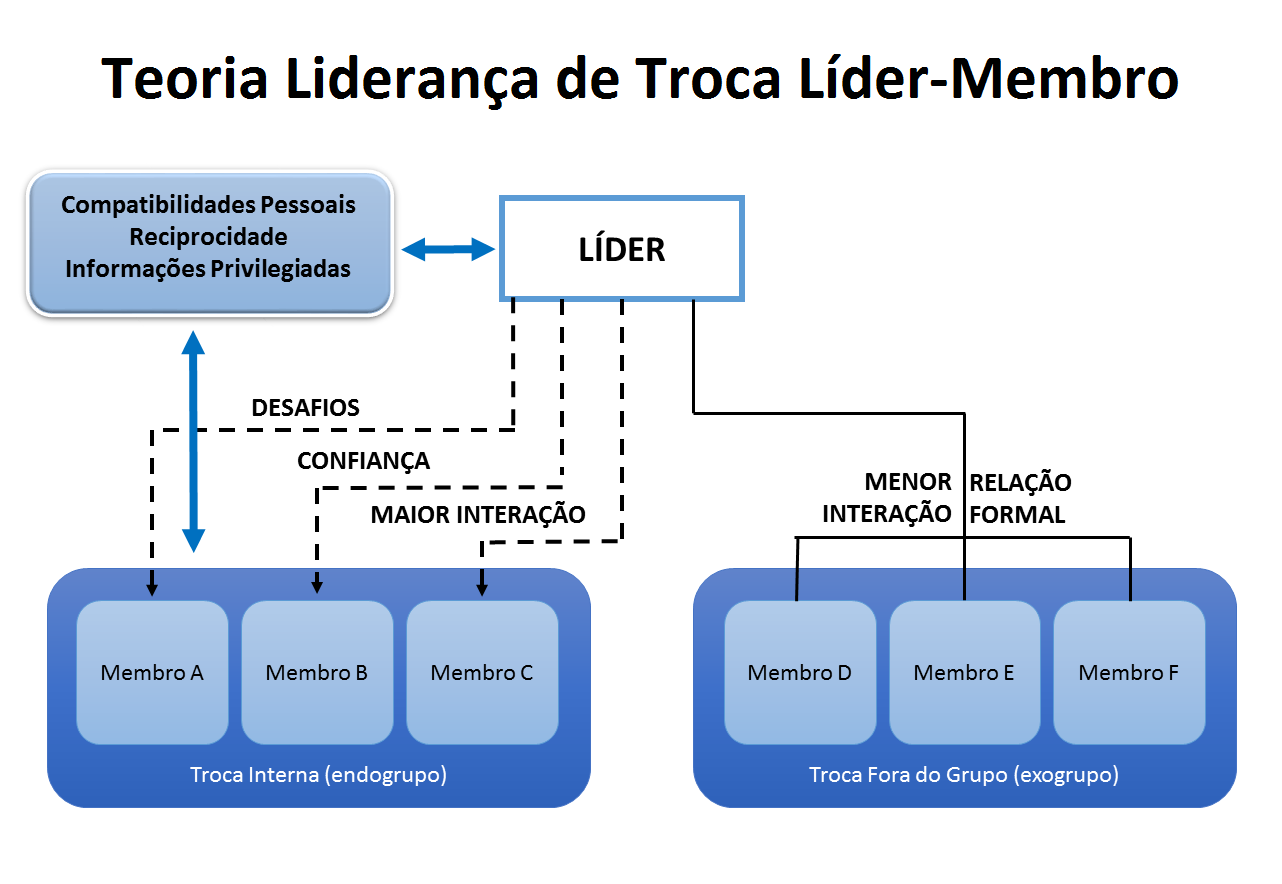

القيادة هي واحدة من المجالات الرئيسية للدراسة والبحث والتطبيق في السلوك التنظيمي. غالبًا ما يعمل القادة على تعزيز علاقاتهم بأعضاء المجموعة التي يقودونها، وهنا تشرح نظرية التبادل بين القائد والعضو كيف يمكن تطوير هذه العلاقات مع مختلف أعضاء المجموعة بشكلٍ فريد.
تركز نظرية التبادل بين القائد والعضو على ثنائية العلاقة (العلاقات التكاملية الثنائية) بين المشرفين والمرؤوسين. وهذه العلاقات لا تقتصر على فردين فقط. وتعرف هذه النظرية أيضًا باسم التبادل بين القائد والعضو (LMX) أو باسم نظرية الروابط العمودية الثنائية؛ حيث تركز على زيادة النجاح التنظيمي عن طريق خلق علاقات إيجابية بين القائد والمرؤوس.
بشكل خاص، عادةً ما يكون للقادة علاقات خاصة مع الدائرة الداخلية من المساعدين والمستشارين الذين يتم في أغلب الأحيان تكليفهم بمزيد من المسؤوليات ويمنحهم القائد فرصة الوصول إلى الموارد. وغالبًا ما تُعرف هذه الدائرة باسم «المجموعة الداخلية»، ويمكن أن يكون لمناصبهم بعض العيوب. يعمل هؤلاء الموظفون بجد واجتهاد ويكونون أكثر التزامًا بأهداف المهمة، كما أنهم يتشاركون في قدر أكبر من الواجبات الإدارية. كذلك، يتميز هؤلاء الموظفون بدرجة عالية من الالتزام والولاء تجاه قائدهم. وبالعكس، فإن المرؤوسين في «المجموعة الخارجية» يتم تكليفهم بدرجات أقل من المسؤولية ومنحهم مستويات أقل من الاختيار، ومن ثّم فإنهم يضعون قيودًا على القائد.
تبدأ تلك العلاقات عقب انضمام أحد الأشخاص مباشرةً إلى فريق ما واتباعه لهذه المراحل الثلاث:
1. تولي الدور: ينضم العضو إلى الفريق ويقوم القائد بتقييم قدراته ومواهبه. وبناءً على ذلك، قد يقدم له القائد الفرصة لإظهار قدراته.
2. صناعة الدور: في المرحلة الثانية، يشارك القائد والعضو في مباحثات غير منظمة وغير رسمية يتم فيها خلق دور للعضو، كما تتم صياغة وعد غير معلن بالامتيازات والسلطات التي سيتمتع بها العضو في مقابل تفانيه وولائه للمكان. وفي تلك المرحلة، يكون بناء الثقة أمرًا مهمًا للغاية، وأي شعور بالخيانة، وخاصة إذا كان من طرف القائد، قد يتسبب في تخفيض رتبته إلى المجموعة الخارجية.
تضم تلك المباحثات عوامل ذات صلة بالعلاقات كما تضم عوامل متعلقة بالعمل فقط، ومن المحتمل بشكل أكبر أن يحقق العضو الذي يشبه القائد من عدة نواحٍ نجاحًا سريعًا. وربما يعكس هذا لماذا تعد العلاقات بين الجنسين أقل نجاحًا بشكل كبير عن تلك التي تكون من جنس واحد. وينطبق أيضًا نفس التأثير على الاختلافات الثقافية والعرقية.
3. الروتينية: في تلك المرحلة، يكون قد نشأ نمط من التبادل الاجتماعي المستمر بين القائد والعضو.
ولكي يكون العضو ناجحًا أو ضمن المجموعة الداخلية، فيجب أن يشبه القائد من عدة نواحٍ؛ حيث يعمل أعضاء هذه المجموعة بجدٍ لبناء وتدعيم الثقة والاحترام. وغالبًا ما يكون هؤلاء الأعضاء على درجة عالية من التعاطف والصبر والعقلانية ورهافة الحس، كما يتفهمون وجهات نظر الآخرين، وخاصةً وجهة نظر قائدهم. أما العدوانية، والسخرية، والنظرة الأنانية فقد تكون سمات في المجموعة الخارجية.
تتنوع جودة العلاقة في عملية التبادل بين القائد والعضو. وتتحسن نوعية العلاقات عندما يكون التحدي في العمل شاقًا للغاية أو بسيطًا للغاية. كما أن حجم المجموعة، والموارد المالية المتوفرة، وعبء العمل الإجمالي من العناصر المهمة للغاية في هذه العملية. من ناحية أخرى، يمكن تطبيق هذه النظرية أيضًا على قائد المجموعة وقادته من أفراد الإدارة العليا. فعندما يكون القائد ضمن الدائرة الداخلية لمديره، من الممكن أن يحصل على المزيد من السلطات والصلاحيات والتي يمكنه بدوره مشاركتها مع مرؤوسيه.
يتمثل القيد الرئيسي في بحث نظرية التبادل بين القائد والعضو في أنها ليست مفيدة على وجه الخصوص في وصف سلوكيات القائد القادر على تعزيز بناء علاقات الجيدة مع أفراد مجموعته. وفي أفضل الأحوال، فإنها تتضمن أفكارًا عامةً عن الحاجة لأن يظهر القادة الثقة، والاحترام، والانفتاح، والاستقلال وحسن التقدير تجاه مرؤوسيهم.

## كتابات أخرى
- Graen، G. B.؛ Uhl-Bien، M. (1995). "The Relationship-based approach to leadership: Development of LMX theory of leadership over 25 years: Applying a multi-level, multi-domain perspective". Leadership Quarterly. ج. 6 ع. 2: 219–247. DOI:10.1016/1048-9843(95)90036-5.